# Głupi i głupszy bardziej
Głupi i głupszy bardziej (ang. Dumb and Dumber To) – amerykański komediowy z 2014 roku będący kontynuacją filmów Głupi i głupszy z 1994 roku i Głupi i głupszy 2: Kiedy Harry poznał Lloyda z 2003 roku.

## Obsada
- Jim Carrey - Lloyd Christmas
- Jeff Daniels - Harry Dunne
  - Dalton E. Gray - Młody Harry
- Rob Riggle - Travis i Captain Lippincott
- Laurie Holden - Adele Pinchelow
- Don Lake - Doktor Roy Baker
- Kathleen Turner - Fraida Felcher

## Odbiór

### Box office
Budżet filmu jest szacowany na 40 milionów dolarów. W Stanach Zjednoczonych i w Kanadzie film zarobił ponad 86 mln USD. W innych krajach zyski wyniosły ponad 83 mln, a łączny zysk ponad 170 mln dolarów.

### Krytyka w mediach
Film spotkał się z mieszaną reakcją krytyków. W serwisie Rotten Tomatoes 29% z 146 recenzji jest pozytywne, a średnia ocen wyniosła 4.3/10. Na portalu Metacritic średnia ocen z 36 recenzji wyniosła 36 punktów na 100.